# Tatjana Nikolajevna af Rusland
Tatjana Nikolajevna af Rusland (russisk: Татьяна Николаевна Романова; tr. Tatjana Nikolajevna Romanova) (10. juni (julianske kalender: 29. maj) 1897 – 17. juli 1918) var en russisk storfyrstinde, der var den næstældste datter af Nikolaj 2. af Rusland og Alexandra Fjodorovna af Rusland. Tatjana og hendes familie blev henrettet i 1918 i forbindelse med Den Russiske Revolution.